# ショーン・ポール
ショーン・ポール（Sean Paul、1973年1月9日 - ）は、ジャマイカのダンスホール・レゲエ歌手。アメリカのヒップホップグループYoung BloodZのSean Paul（通称：Sean P）とは別人。

## 来歴
ポルトガルとカリブのルーツを持つ父親と中国とイギリスのルーツを持つ母親の元にキングストンで生まれた。
90年代前半のシャバ・ランクスやシャインヘッドの活躍を継承した形で、1997年に2Hard Recordingsレーベルからの「Infiltrate」がジャマイカでヒットし、その名を知られるようになった。当初はスーパーキャットのフォロワーと言われたが（後に本人も影響を受けたことを認めている）、ヒップホップに影響された独特のスタイルでダンスホールのスターとなった。彼は、ジャマイカのリディムのトレンドを変えた。
ファーストアルバムの『ステージ・ワン』は、新人アーティストながらヒップホップ雑誌のソース誌でも高い評価を得ていたが、ジャマイカ以外ではセカンドアルバム『ダッティ･ロック』から知名度が上昇した。また、2003年の「ゲット・ビジー」は、ビルボード・ポップ・チャートで1位の大ヒットとなった 。バスタ・ライムス、ビヨンセ、リアーナ、サンタナらとも共演している。
水球のジャマイカ代表として国際大会に出場したことがある。エレファント・マンやバウンティ・キラーなど他のジャマイカ出身のアーティストと比較すると、彼は裕福な家庭に育ち、大学も出ている。歌手になる前は銀行員をしていたという。
ジャマイカのレゲエ音楽界にみられる同性愛者嫌悪に批判的であり、ジャマイカの音楽性やメッセージ性が失われることを懸念している。ショーン・ポールは【ダンスホール・レゲエ界の貴公子】とも呼ばれている。『ザ・トリニティ』からのリード・シングルである「ウィ・ビー・バーニン」がジャマイカ盤では「大麻を合法化しろ」という内容だったので、ジャマイカのルードボーイの間では逆に人気が上昇した。2003年の「ゲット・ビジー」は、ビルボード・ポップ・チャートで1位の大ヒットとなった 。

## ディスコグラフィ

### アルバム
- ステージ・ワン - Stage One（2000）
- ダッティ･ロック - Dutty Rock（2002）
- ザ・トリニティ - The Trinity（2005）
- インペリアル・ブレイズ - Imperial Blaze（2009）
- トマホーク・テクニーク - Tomahawk Technique（2012）
- フル・フリークエンシー -Full Frequency（2014）

### シングル
- ゲット・ビジー(2003）年）

## 受賞

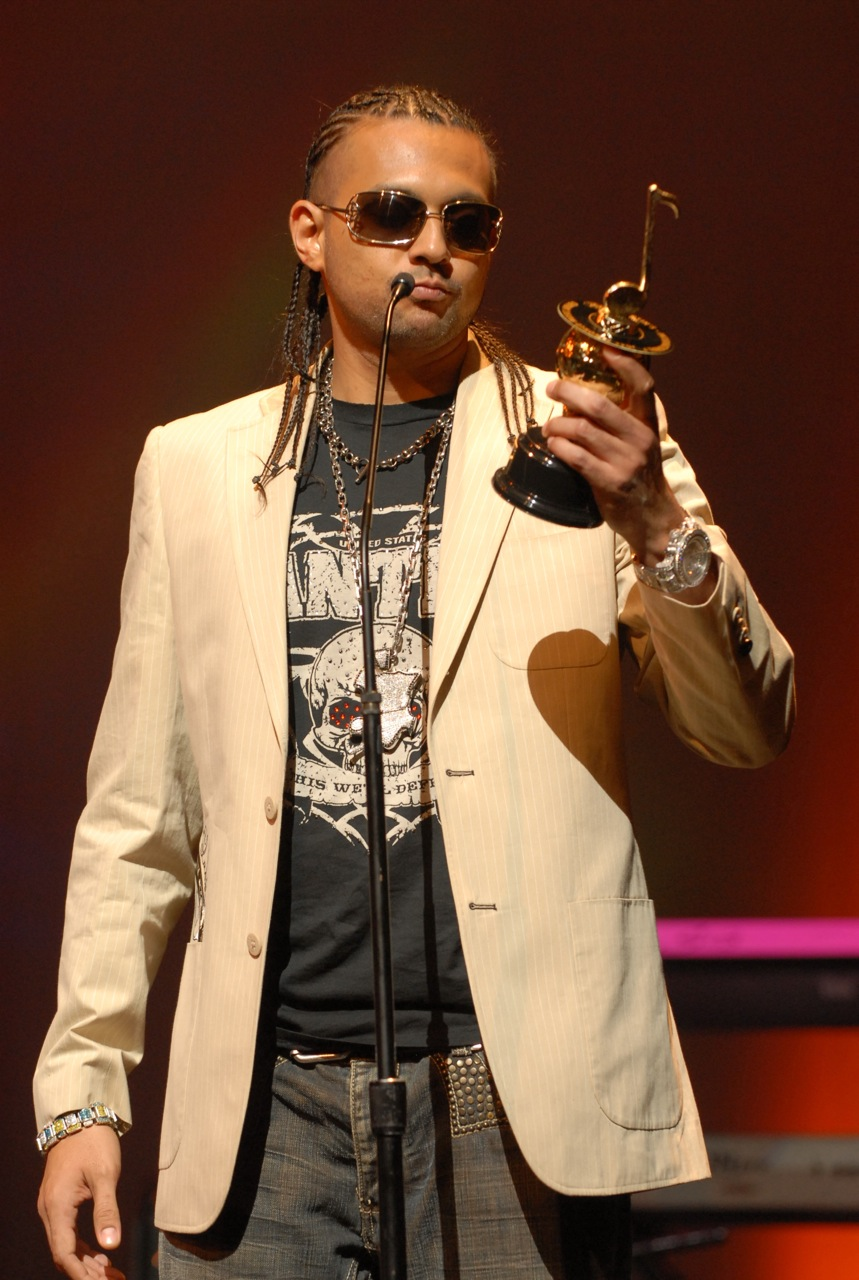
Gregg撮影（2007）

- 2003年: MuchMusic Video Awards - Best International Artist Video - 『ライク・グルー（Like Glue）』
- 2004年：グラミー賞 - Best Reggae Album『ダッティ・ロック（Dutty Rock）』
- 2005年
  - ビルボード・ミュージック・アワード - Selling Reggae Artist of the Year
  - ビルボード・ミュージック・アワード - Top Selling Reggae Album of the Year『ザ・トリニティ（The Trinity）』
- 2006年
  - Jamaican Awards - Best Hardman
  - アメリカン・ミュージック・アワード - Favorite Pop/Rock Male Artist
  - ビルボード・ミュージック・アワード - Hot 100 single of the year 『テンパーチャー（Temperature）』
- 2012年
  - MTVジャパン - MTV Video Music Awards Japan ベストレゲエビデオ 『ロッカバイ（Rockabye）with クリーン・バンディット & アン・マリー』